# Screen Actors Guild Award per il miglior cast cinematografico
Lo Screen Actors Guild Award per il miglior cast in un film (Screen Actors Guild Award for Outstanding Performance by a Cast in a Motion Picture) viene assegnato al cast del film maggiormente votato dallo Screen Actors Guild.

## Vincitori e candidati
I vincitori sono indicati in grassetto. L'elenco mostra i vincitori di ogni anno, seguito dai membri del cast che hanno ricevuto una candidatura. Per ogni cast viene indicato il film che gli è valso la candidatura (titolo italiano e titolo originale tra parentesi. Se è presente un solo titolo il film è italiano o, più spesso, non è stato distribuito in Italia o è stato distribuito usando il titolo originale).

### 1990
- 1996
  - Apollo 13 (Apollo 13) - Kevin Bacon, Tom Hanks, Ed Harris, Bill Paxton, Kathleen Quinlan e Gary Sinise
  - Ragione e sentimento (Sense and Sensibility) - Emma Thompson, Kate Winslet, Hugh Grant, Alan Rickman, Imelda Staunton, Tom Wilkinson, Hugh Laurie ed Elizabeth Spriggs
  - Gli intrighi del potere (Nixon) - Anthony Hopkins, Joan Allen, Ed Harris, Bob Hoskins e James Woods
  - Get Shorty (Get Shorty) - John Travolta, Gene Hackman, Rene Russo, Danny DeVito e James Gandolfini
  - Gli anni dei ricordi (How to Make an American Quilt) - Winona Ryder, Anne Bancroft, Ellen Burstyn, Kate Nelligan e Kate Capshaw
- 1997
  - Piume di struzzo (The Birdcage) - Robin Williams, Gene Hackman, Nathan Lane, Dianne Wiest, Hank Azaria, Christine Baranski e Dan Futterman
  - Il paziente inglese (The English Patient) Ralph Fiennes, Juliette Binoche, Willem Dafoe, Kristin Scott Thomas, Naveen Andrews, Colin Firth, Julian Wadham e Jürgen Prochnow
  - La stanza di Marvin (Marvin's Room) - Meryl Streep, Leonardo DiCaprio, Diane Keaton, Robert De Niro, Hume Cronyn, Gwen Verdon, Hal Scardino e Dan Hedaya
  - Shine (Shine) - Armin Mueller-Stahl, Noah Taylor, Geoffrey Rush, Lynn Redgrave, Googie Withers e John Gielgud
  - Lama tagliente (Sling Blade) - Winona Ryder, Anne Bancroft, Ellen Burstyn, Robert Duvall, Kate Nelligan e Kate Capshaw
- 1998
  - Full Monty - Squattrinati organizzati (The Full Monty) - Mark Addy, Paul Barber, Robert Carlyle, Deirdre Costello, Steve Huison, Bruce Jones, Lesley Sharp, William Snape, Hugo Speer, Tom Wilkinson ed Emily Woof
  - Boogie Nights - L'altra Hollywood (Boogie Nights) - Don Cheadle, Heather Graham, Luis Guzmán, Philip Baker Hall, Philip Seymour Hoffman, Thomas Jane, Ricky Jay, William H. Macy, Alfred Molina, Julianne Moore, Nicole Ari Parker, John C. Reilly, Burt Reynolds, Robert Ridgely, Mark Wahlberg e Melora Walters
  - Will Hunting - Genio ribelle (Good Will Hunting) - Ben Affleck, Matt Damon, Minnie Driver, Stellan Skarsgård e Robin Williams
  - L.A. Confidential (L.A. Confidential) - Kim Basinger, James Cromwell, Russell Crowe, Danny DeVito, Guy Pearce, Kevin Spacey e David Strathairn
  - Titanic (Titanic) - Suzy Amis, Kathy Bates, Leonardo DiCaprio, Frances Fisher, Victor Garber, Bernard Hill, Jonathan Hyde, Bill Paxton, Gloria Stuart, David Warner, Kate Winslet, Billy Zane, Danny Nucci e Bernard Fox
- 1999
  - Shakespeare in Love (Shakespeare in Love) - Ben Affleck, Simon Callow, Jim Carter, Martin Clunes, Judi Dench, Joseph Fiennes, Colin Firth, Gwyneth Paltrow, Geoffrey Rush, Antony Sher, Imelda Staunton, Tom Wilkinson e Mark Williams
  - La vita è bella - Roberto Benigni, Nicoletta Braschi, Horst Buchholz, Sergio Bini Bustric, Giorgio Cantarini, Giustino Durano, Amerigo Fontani, Giuliana Lojodice e Marisa Paredes
  - Little Voice - È nata una stella (Little Voice) - Annette Badland, Brenda Blethyn, Jim Broadbent, Michael Caine, Jane Horrocks, Philip Jackson ed Ewan McGregor
  - Salvate il soldato Ryan (Saving Private Ryan) - Edward Burns, Matt Damon, Jeremy Davies, Vin Diesel, Adam Goldberg, Tom Hanks, Barry Pepper, Giovanni Ribisi e Tom Sizemore
  - Svegliati Ned (Waking Ned Devine) - Ian Bannen, Fionnula Flanagan, David Kelly, Susan Lynch e James Nesbitt

### 2000
- 2000
  - American Beauty (American Beauty) - Annette Bening, Wes Bentley, Thora Birch, Chris Cooper, Peter Gallagher, Allison Janney, Kevin Spacey e Mena Suvari
  - Essere John Malkovich (Being John Malkovich) - Orson Bean, John Cusack, Cameron Diaz, Catherine Keener, John Malkovich, Mary Kay Place e Charlie Sheen
  - Le regole della casa del sidro (The Cider House Rules) - Jane Alexander, Erykah Badu, Kathy Baker, Michael Caine, Kieran Culkin, Delroy Lindo, Tobey Maguire, Kate Nelligan, Paul Rudd e Charlize Theron
  - Il miglio verde (The Green Mile) - Patricia Clarkson, James Cromwell, Jeffrey DeMunn, Michael Clarke Duncan, Graham Greene, Tom Hanks, Bonnie Hunt, Doug Hutchison, Michael Jeter, David Morse, Barry Pepper, Sam Rockwell e Harry Dean Stanton
  - Magnolia (Magnolia) - Jeremy Blackman, Tom Cruise, Melinda Dillon, April Grace, Luis Guzmán, Philip Baker Hall, Philip Seymour Hoffman, Ricky Jay, William H. Macy, Alfred Molina, Julianne Moore, John C. Reilly, Jason Robards e Melora Walters
- 2001
  - Traffic (Traffic) - Steven Bauer, Benjamin Bratt, James Brolin, Don Cheadle, Erika Christensen, Clifton Collins Jr., Benicio del Toro, Michael Douglas, Miguel Ferrer, Albert Finney, Topher Grace, Luis Guzmán, Amy Irving, Tomas Milian, D.W. Moffett, Dennis Quaid, Peter Riegert, Jacob Vargas, Catherine Zeta-Jones
  - Quasi famosi (Almost Famous) - Fairuza Balk, Billy Crudup, Patrick Fugit, Philip Seymour Hoffman, Kate Hudson, Jason Lee, Frances McDormand, Anna Paquin, Noah Taylor
  - Billy Elliot (Billy Elliot) - Jamie Bell, Jamie Draven, Gary Lewis, Julie Walters
  - Chocolat (Chocolat) - Juliette Binoche, Leslie Caron, Judi Dench, Johnny Depp, Alfred Molina, Carrie-Anne Moss, Hugh O'Conor, Lena Olin, Peter Stormare, John Wood
  - Il gladiatore (Gladiator) - Russell Crowe, Richard Harris, Djimon Hounsou, Derek Jacobi, Connie Nielsen, Joaquin Phoenix, Oliver Reed
- 2002
  - Gosford Park (Gosford Park) - Eileen Atkins, Bob Balaban, Alan Bates, Charles Dance, Stephen Fry, Michael Gambon, Richard E. Grant, Tom Hollander, Derek Jacobi, Kelly Macdonald, Helen Mirren, Jeremy Northam, Clive Owen, Ryan Phillippe, Kristin Scott Thomas, Maggie Smith, Geraldine Somerville, Sophie Thompson, Emily Watson, James Wilby
  - A Beautiful Mind (A Beautiful Mind) - Paul Bettany, Jennifer Connelly, Russell Crowe, Adam Goldberg, Jason Gray-Stanford, Ed Harris, Judd Hirsch, Josh Lucas, Austin Pendleton, Christopher Plummer, Anthony Rapp
  - In the Bedroom (In the Bedroom) - William Mapother, Sissy Spacek, Nick Stahl, Marisa Tomei, Celia Weston, Tom Wilkinson, William Wise
  - Il Signore degli Anelli - La Compagnia dell'Anello (The Lord of the Rings: The Fellowship of the Ring) - Sean Astin, Sean Bean, Cate Blanchett, Orlando Bloom, Billy Boyd, Ian Holm, Ian McKellen, Dominic Monaghan, Viggo Mortensen, John Noble, Miranda Otto, John Rhys-Davies, Andy Serkis, Liv Tyler, Karl Urban, Hugo Weaving, David Wenham, Elijah Wood
  - Moulin Rouge! (Moulin Rouge!) - Jim Broadbent, Nicole Kidman, John Leguizamo, Ewan McGregor, Richard Roxburgh
- 2003
  - Chicago (Chicago) - Christine Baranski, Ekaterina Chtchelkanova, Taye Diggs, Denise Faye, Colm Feore, Richard Gere, Deidre Goodwin, Mýa, Lucy Liu, Queen Latifah, Susan Misner, John C. Reilly, Dominic West, Renée Zellweger, Catherine Zeta-Jones
  - Il ladro di orchidee (Adaptation.) - Nicolas Cage, Chris Cooper, Brian Cox, Cara Seymour, Meryl Streep, Tilda Swinton
  - The Hours (The Hours) - Toni Collette, Claire Danes, Jeff Daniels, Stephen Dillane, Ed Harris, Allison Janney, Nicole Kidman, Julianne Moore, John C. Reilly, Miranda Richardson, Meryl Streep
  - Il Signore degli Anelli - Le due torri (The Lord of the Rings: The Two Towers) - Sean Astin, Cate Blanchett, Orlando Bloom, Billy Boyd, Brad Dourif, Bernard Hill, Christopher Lee, Ian McKellen, Dominic Monaghan, Viggo Mortensen, Miranda Otto, John Rhys-Davies, Andy Serkis, Liv Tyler, Hugo Weaving, Elijah Wood
  - Il mio grosso grasso matrimonio greco (My Big Fat Greek Wedding) - Gia Carides, Michael Constantine, John Corbett, Joey Fatone, Lainie Kazan, Andrea Martin, Nia Vardalos
- 2004
  - Il Signore degli Anelli - Il ritorno del re (The Lord of the Rings: The Return of the King) - Sean Astin, Sean Bean, Cate Blanchett, Orlando Bloom, Billy Boyd, Brad Dourif, Bernard Hill, Ian Holm, Ian McKellen, Dominic Monaghan, Viggo Mortensen, John Noble, Miranda Otto, John Rhys-Davies, Andy Serkis, Liv Tyler, Karl Urban, Hugo Weaving, David Wenham, Elijah Wood
  - In America - Il sogno che non c'era (In America) - Emma Bolger, Sarah Bolger, Paddy Considine, Djimon Hounsou, Samantha Morton
  - Mystic River (Mystic River) - Kevin Bacon, Laurence Fishburne, Marcia Gay Harden, Laura Linney, Sean Penn, Tim Robbins
  - Seabiscuit - Un mito senza tempo (Seabiscuit) - Elizabeth Banks, Jeff Bridges, Chris Cooper, William H. Macy, Tobey Maguire, Gary Stevens
  - Station Agent (The Station Agent) - Paul Benjamin, Bobby Cannavale, Patricia Clarkson, Peter Dinklage, Raven Goodwin, Michelle Williams
- 2005
  - Sideways - In viaggio con Jack (Sideways) - Thomas Haden Church, Paul Giamatti, Virginia Madsen, Sandra Oh
  - The Aviator (The Aviator) - Alan Alda, Alec Baldwin, Kate Beckinsale, Cate Blanchett, Leonardo DiCaprio, Ian Holm, Danny Huston, Jude Law, John C. Reilly, Gwen Stefani
  - Neverland - Un sogno per la vita (Finding Neverland) - Julie Christie, Johnny Depp, Freddie Highmore, Dustin Hoffman, Radha Mitchell, Joe Prospero, Nick Roud, Luke Spill, Kate Winslet
  - Hotel Rwanda (Hotel Rwanda) - Don Cheadle, Nick Nolte, Sophie Okonedo, Joaquin Phoenix
  - Million Dollar Baby (Million Dollar Baby) - Clint Eastwood, Morgan Freeman, Hilary Swank
  - Ray (Ray) - Ray Aunjanue Ellis, Jamie Foxx, Terrence Howard, Regina King, Harry Lennix, Clifton Powell, Larenz Tate, Kerry Washington
- 2006
  - Crash - Contatto fisico (Crash) - Sandra Bullock, Don Cheadle, Matt Dillon, Jennifer Esposito, William Fichtner, Brendan Fraser, Terrence Howard, Christopher "Ludacris" Bridges, Thandie Newton, Ryan Phillippe, Larenz Tate
  - I segreti di Brokeback Mountain (Brokeback Mountain) - Linda Cardellini, Anna Faris, Jake Gyllenhaal, Anne Hathaway, Heath Ledger, Randy Quaid, Michelle Williams
  - Truman Capote - A sangue freddo (Capote) - Bob Balaban, Clifton Collins Jr., Chris Cooper, Bruce Greenwood, Philip Seymour Hoffman, Catherine Keener, Mark Pellegrino
  - Good Night, and Good Luck. (Good Night, and Good Luck.) - Rose Abdoo, Alex Borstein, Robert John Burke, Patricia Clarkson, George Clooney, Jeff Daniels, Reed Diamond, Tate Donovan, Robert Downey Jr., Grant Heslov, Peter Jacobson, Frank Langella, Thomas McCarthy, Dianne Reeves, Matt Ross, David Strathairn, Ray Wise
  - Hustle & Flow - Il colore della musica (Hustle & Flow) - Anthony Anderson, Christopher "Ludacris" Bridges, Isaac Hayes, Taraji P. Henson, Terrence Howard, Taryn Manning, Elise Neal, Paula Jai Parker, DJ Qualls
- 2007
  - Little Miss Sunshine (Little Miss Sunshine) - Alan Arkin, Abigail Breslin, Steve Carell, Toni Collette, Paul Dano, Greg Kinnear
  - Babel (Babel) - Adriana Barraza, Cate Blanchett, Gael García Bernal, Rinko Kikuchi, Brad Pitt, Kōji Yakusho
  - Bobby (Bobby) - Harry Belafonte, Joy Bryant, Nick Cannon, Emilio Estevez, Laurence Fishburne, Brian Geraghty, Heather Graham, Anthony Hopkins, Helen Hunt, Joshua Jackson, David Krumholtz, Ashton Kutcher, Shia LaBeouf, Lindsay Lohan, William H. Macy, Svetlana Metkina, Demi Moore, Freddy Rodríguez, Martin Sheen, Christian Slater, Sharon Stone, Jacob Vargas, Mary Elizabeth Winstead, Elijah Wood
  - The Departed - Il bene e il male (The Departed) - Anthony Anderson, Alec Baldwin, Matt Damon, Leonardo DiCaprio, Vera Farmiga, Jack Nicholson, Martin Sheen, Mark Wahlberg, Ray Winstone
  - Dreamgirls (Dreamgirls) - Hinton Battle, Jamie Foxx, Danny Glover, Jennifer Hudson, Beyoncé Knowles, Sharon Leal, Eddie Murphy, Keith Robinson, Anika Noni Rose
- 2008
  - Non è un paese per vecchi (No Country for Old Men) - Javier Bardem, Josh Brolin, Garret Dillahunt, Tess Harper, Woody Harrelson, Tommy Lee Jones, Kelly Macdonald
  - American Gangster (American Gangster) - Armand Assante, Josh Brolin, Russell Crowe, Ruby Dee, Chiwetel Ejiofor, Idris Elba, Cuba Gooding Jr., Carla Gugino, John Hawkes, Ted Levine, Joe Morton, Lymari Nadal, RZA, Yul Vasquez, Denzel Washington
  - Hairspray - Grasso è bello (Hairspray) - Nikki Blonsky, Amanda Bynes, Paul Dooley, Zac Efron, Allison Janney, Elijah Kelley, James Marsden, Taylor Parks, Michelle Pfeiffer, Queen Latifah, Brittany Snow, Jerry Stiller, John Travolta, Christopher Walken
  - Into the Wild - Nelle terre selvagge (Into the Wild) - Brian Dierker, Marcia Gay Harden, Emile Hirsch, Hal Holbrook, William Hurt, Catherine Keener, Jena Malone, Kristen Stewart, Vince Vaughn
  - Quel treno per Yuma (3:10 to Yuma) - Christian Bale, Russell Crowe, Peter Fonda, Ben Foster, Logan Lerman, Gretchen Mol, Dallas Roberts, Vinessa Shaw, Alan Tudyk
- 2009
  - The Millionaire (Slumdog Millionaire) - Rubina Ali, Tanay Hemant Chheda, Ashutosh Lobo Gajiwala, Azharuddin Mohammed Ismail, Anil Kapoor, Irrfan Khan, Ayush Mahesh Khedekar, Tanvi Ganesh Lonkar, Madhur Mittal, Dev Patel, Freida Pinto
  - Il curioso caso di Benjamin Button (The Curious Case of Benjamin Button) - Mahershala Ali, Cate Blanchett, Jason Flemyng, Jared Harris, Taraji P. Henson, Elias Koteas, Julia Ormond, Brad Pitt, Phyllis Somerville, Tilda Swinton
  - Il dubbio (Doubt) - Amy Adams, Viola Davis, Philip Seymour Hoffman, Meryl Streep
  - Frost/Nixon - Il duello (Frost/Nixon) - Kevin Bacon, Rebecca Hall, Toby Jones, Frank Langella, Matthew MacFadyen, Oliver Platt, Sam Rockwell, Michael Sheen
  - Milk (Milk) – Josh Brolin, Joseph Cross, James Franco, Victor Garber, Emile Hirsch, Diego Luna, Denis O'Hare, Sean Penn, Alison Pill

### 2010
- 2010
  - Bastardi senza gloria (Inglourious Basterds) – Daniel Brühl, August Diehl, Omar Doom, Julie Dreyfus, Michael Fassbender, Sylvester Groth, Jacky Ido, Diane Kruger, Mélanie Laurent, Denis Ménochet, Mike Myers, B. J. Novak, Brad Pitt, Eli Roth, Til Schweiger, Rod Taylor, Christoph Waltz, Martin Wuttke
  - An Education (An Education) – Dominic Cooper, Alfred Molina, Carey Mulligan, Rosamund Pike, Peter Sarsgaard, Emma Thompson, Olivia Williams
  - The Hurt Locker (The Hurt Locker) – Christian Camargo, Brian Geraghty, Evangeline Lilly, Anthony Mackie, Jeremy Renner
  - Nine (Nine) – Daniel Day-Lewis, Marion Cotillard, Penélope Cruz, Judi Dench, Fergie, Kate Hudson, Nicole Kidman, Sophia Loren
  - Precious (Precious) – Mariah Carey, Lenny Kravitz, Mo'nique, Paula Patton, Sherri Shepherd, Gabourey Sidibe
- 2011
  - Il discorso del re (The King's Speech) – Anthony Andrews, Helena Bonham Carter, Jennifer Ehle, Colin Firth, Michael Gambon, Derek Jacobi, Guy Pearce, Geoffrey Rush, Timothy Spall
  - Il cigno nero (Black Swan) – Vincent Cassel, Barbara Hershey, Mila Kunis, Natalie Portman, Winona Ryder
  - The Fighter – Amy Adams, Christian Bale, Melissa Leo, Jack McGee, Mark Wahlberg
  - I ragazzi stanno bene (The Kids Are All Right) – Annette Bening, Josh Hutcherson, Julianne Moore, Mark Ruffalo, Mia Wasikowska
  - The Social Network – Jesse Eisenberg, Andrew Garfield, Armie Hammer, Max Minghella, Josh Pence, Justin Timberlake
- 2012
  - The Help – Jessica Chastain, Viola Davis, Bryce Dallas Howard, Allison Janney, Chris Lowell, Ahna O'Reilly, Sissy Spacek, Octavia Spencer, Mary Steenburgen, Emma Stone, Cicely Tyson, Mike Vogel
  - Le amiche della sposa (Bridesmaids) – Rose Byrne, Jill Clayburgh, Ellie Kemper, Matt Lucas, Melissa McCarthy, Wendi McLendon-Covey, Chris O'Dowd, Maya Rudolph, Kristen Wiig
  - The Artist – Bérénice Bejo, James Cromwell, Jean Dujardin, John Goodman, Penelope Ann Miller
  - Midnight in Paris – Kathy Bates, Adrien Brody, Carla Bruni, Marion Cotillard, Rachel McAdams, Michael Sheen, Owen Wilson
  - Paradiso amaro (The Descendants) – Beau Bridges, George Clooney, Robert Forster, Judy Greer, Matthew Lillard, Shailene Woodley
- 2013
  - Argo – Ben Affleck, Alan Arkin, Kerry Bishé, Kyle Chandler, Rory Cochrane, Bryan Cranston, Christopher Denham, Tate Donovan, Clea DuVall, Victor Garber, John Goodman, Scoot McNairy, Chris Messina
  - Marigold Hotel (The Best Exotic Marigold Hotel) – Judi Dench, Celia Imrie, Bill Nighy, Dev Patel, Ronald Pickup, Maggie Smith, Tom Wilkinson, Penelope Wilton
  - Les Misérables – Isabelle Allen, Samantha Barks, Sacha Baron Cohen, Helena Bonham Carter, Russell Crowe, Anne Hathaway, Daniel Huttlestone, Hugh Jackman, Eddie Redmayne, Amanda Seyfried, Aaron Tveit, Colm Wilkinson
  - Lincoln – Daniel Day-Lewis, Sally Field, Joseph Gordon-Levitt, Hal Holbrook, Tommy Lee Jones, James Spader, David Strathairn
  - Il lato positivo - Silver Linings Playbook (Silver Linings Playbook) – Bradley Cooper, Robert De Niro, Anupam Kher, Jennifer Lawrence, Chris Tucker, Jacki Weaver
- 2014
  - American Hustle - L'apparenza inganna (American Hustle) – Amy Adams, Christian Bale, Louis C.K., Bradley Cooper, Jack Huston, Jennifer Lawrence, Alessandro Nivola, Michael Peña, Jeremy Renner, Elisabeth Röhm e Shea Whigham
  - 12 anni schiavo (12 Years a Slave) – Benedict Cumberbatch, Paul Dano, Garret Dillahunt, Chiwetel Ejiofor, Michael Fassbender, Paul Giamatti, Scoot McNairy, Lupita Nyong'o, Adepero Oduye, Sarah Paulson, Brad Pitt, Michael Kenneth Williams e Alfre Woodard
  - I segreti di Osage County (August: Osage County) – Abigail Breslin, Chris Cooper, Benedict Cumberbatch, Juliette Lewis, Margo Martindale, Ewan McGregor, Dermot Mulroney, Julianne Nicholson, Julia Roberts, Sam Shepard, Meryl Streep e Misty Upham
  - Dallas Buyers Club – Jennifer Garner, Jared Leto, Matthew McConaughey, Denis O'Hare, Dallas Roberts e Steve Zahn
  - The Butler - Un maggiordomo alla Casa Bianca (The Butler) – Mariah Carey, John Cusack, Jane Fonda, Cuba Gooding, Jr., Terrence Howard, Lenny Kravitz, James Marsden, David Oyelowo, Alex Pettyfer, Vanessa Redgrave, Alan Rickman, Liev Schreiber, Forest Whitaker, Robin Williams e Oprah Winfrey
- 2015
  - Birdman – Zach Galifianakis, Michael Keaton, Edward Norton, Andrea Riseborough, Amy Ryan, Emma Stone, Naomi Watts
  - Boyhood – Patricia Arquette, Ellar Coltrane, Ethan Hawke, Lorelei Linklater
  - Grand Budapest Hotel (The Grand Budapest Hotel) – F. Murray Abraham, Mathieu Amalric, Adrien Brody, Willem Dafoe, Ralph Fiennes, Jeff Goldblum, Harvey Keitel, Jude Law, Bill Murray, Edward Norton, Tony Revolori, Saoirse Ronan, Jason Schwartzman, Léa Seydoux, Tilda Swinton, Tom Wilkinson, Owen Wilson
  - The Imitation Game – Matthew Beard, Benedict Cumberbatch, Charles Dance, Matthew Goode, Rory Kinnear, Keira Knightley, Allen Leech, Mark Strong
  - La teoria del tutto (The Theory of Everything) – Charlie Cox, Felicity Jones, Simon McBurney, Eddie Redmayne, David Thewlis, Emily Watson
- 2016
  - Il caso Spotlight (Spotlight) – Billy Crudup, Brian d'Arcy James, Michael Keaton, Rachel McAdams, Mark Ruffalo, Liev Schreiber, John Slattery e Stanley Tucci
  - Beasts of No Nation – Abraham Attah, Kurt Egyiawan e Idris Elba
  - La grande scommessa (The Big Short) – Christian Bale, Steve Carell, Ryan Gosling, Melissa Leo, Hamish Linklater, John Magaro, Brad Pitt, Rafe Spall, Jeremy Strong, Marisa Tomei e Finn Wittrock
  - Straight Outta Compton – Neil Brown Jr., Paul Giamatti, Corey Hawkins, Aldis Hodge, O'Shea Jackson Jr. e Jason Mitchell
  - L'ultima parola - La vera storia di Dalton Trumbo (Trumbo) – Adewale Akinnuoye-Agbaje, Louis C.K., Bryan Cranston, David James Elliott, Elle Fanning, John Goodman, Diane Lane, Helen Mirren, Michael Stuhlbarg e Alan Tudyk
- 2017
  - Il diritto di contare (Hidden Figures) – Mahershala Ali, Kevin Costner, Kirsten Dunst, Taraji P. Henson, Aldis Hodge, Janelle Monáe, Jim Parsons, Glen Powell, Octavia Spencer
  - Barriere (Fences) – Jovan Adepo, Viola Davis, Stephen McKinley Henderson, Russell Hornsby, Saniyya Sidney, Denzel Washington, Mykelti Williamson
  - Captain Fantastic – Annalise Basso, Shree Crooks, Ann Dowd, Kathryn Hahn, Nicholas Hamilton, Samantha Isler, Frank Langella, George MacKay, Erin Moriarty, Viggo Mortensen, Missi Pyle, Charlie Shotwell, Steve Zahn
  - Manchester by the Sea – Casey Affleck, Kyle Chandler, Lucas Hedges, Gretchen Mol, Matthew Broderick, Michelle Williams
  - Moonlight – Mahershala Ali, Naomie Harris, André Holland, Jharrel Jerome, Janelle Monáe, Trevante Rhodes, Ashton Sanders
- 2018
  - Tre manifesti a Ebbing, Missouri (Three Billboards Outside Ebbing, Missouri) – Abbie Cornish, Peter Dinklage, Woody Harrelson, John Hawkes, Lucas Hedges, Željko Ivanek, Caleb Landry Jones, Frances McDormand, Clarke Peters, Sam Rockwell, Samara Weaving
  - The Big Sick - Il matrimonio si può evitare... l'amore no (The Big Sick) – Adeel Akhtar, Holly Hunter, Zoe Kazan, Anupam Kher, Kumail Nanjiani, Ray Romano, Zenobia Shroff
  - Scappa - Get Out (Get Out) – Caleb Landry Jones, Daniel Kaluuya, Catherine Keener, Stephen Root, Lakeith Stanfield, Bradley Whitford, Allison Williams
  - Lady Bird – Timothée Chalamet, Beanie Feldstein, Lucas Hedges, Tracy Letts, Stephen McKinley Henderson, Laurie Metcalf, Jordan Rodrigues, Saoirse Ronan, Odeya Rush, Marielle Scott, Lois Smith
  - Mudbound – Jonathan Banks, Mary J. Blige, Jason Clarke, Garrett Hedlund, Jason Mitchell, Rob Morgan, Carey Mulligan
- 2019
  - Black Panther – Angela Bassett, Chadwick Boseman, Sterling K. Brown, Winston Duke, Martin Freeman, Danai Gurira, Michael B. Jordan, Daniel Kaluuya, Lupita Nyong'o, Andy Serkis, Forest Whitaker, Letitia Wright
  - BlacKkKlansman – Harry Belafonte, Adam Driver, Topher Grace, Laura Harrier, Corey Hawkins, John David Washington
  - Bohemian Rhapsody – Lucy Boynton, Aidan Gillen, Ben Hardy, Tom Hollander, Gwilym Lee, Allen Leech, Rami Malek, Joseph Mazzello, Mike Myers
  - Crazy & Rich (Crazy Rich Asians) – Awkwafina, Gemma Chan, Henry Golding, Ken Jeong, Lisa Lu, Harry Shum Jr., Constance Wu, Michelle Yeoh
  - A Star Is Born – Dave Chappelle, Andrew Dice Clay, Bradley Cooper, Sam Elliott, Rafi Gavron, Lady Gaga, Anthony Ramos

### 2020
- 2020
  - Parasite (Gisaenchung) – Jang Hye-jin, Cho Yeo-jeong, Choi Woo-shik, Jung Hyun-joon, Jung Ziso, Lee Jung-eun, Lee Sun-kyun, Park So-dam e Song Kang-ho
  - Bombshell - La voce dello scandalo (Bombshell) – Connie Britton, Allison Janney, Nicole Kidman, John Lithgow, Malcolm McDowell, Kate McKinnon, Margot Robbie e Charlize Theron
  - C'era una volta a... Hollywood (Once Upon a Time... in Hollywood) – Austin Butler, Julia Butters, Bruce Dern, Leonardo DiCaprio, Dakota Fanning, Emile Hirsch, Damian Lewis, Mike Moh, Timothy Olyphant, Al Pacino, Luke Perry, Brad Pitt, Margaret Qualley e Margot Robbie
  - The Irishman – Bobby Cannavale, Robert De Niro, Stephen Graham, Harvey Keitel, Al Pacino, Anna Paquin, Joe Pesci e Ray Romano
  - Jojo Rabbit – Alfie Allen, Roman Griffin Davis, Scarlett Johansson, Thomasin McKenzie, Stephen Merchant, Sam Rockwell, Taika Waititi e Rebel Wilson
- 2021
  - Il processo ai Chicago 7 (The Trial of the Chicago 7) – Yahya Abdul-Mateen II, Sacha Baron Cohen, Joseph Gordon-Levitt, Michael Keaton, Frank Langella, John Carroll Lynch, Eddie Redmayne, Mark Rylance, Alex Sharp e Jeremy Strong
  - Da 5 Bloods - Come fratelli (Da 5 Bloods) – Chadwick Boseman, Paul Walter Hauser, Nguyen Ngoc Lam, Le Y Lan, Norm Lewis, Delroy Lindo, Jonathan Majors, Van Veronica Ngo, Johnny Trí Nguyễn, Jasper Pääkkönen, Clarke Peters, Sandy Huong Pham, Jean Reno, Melanie Thierry e Isiah Whitlock Jr.
  - Ma Rainey's Black Bottom – Chadwick Boseman, Jonny Coyne, Viola Davis, Colman Domingo, Michael Potts e Glynn Turman
  - Minari – Noel Kate Cho, Yeri Han, Scott Haze, Alan Kim, Will Patton, Steven Yeun e Yuh-Jung Youn
  - Quella notte a Miami... (One night in Miami...) – Kingsley Ben-Adir, Beau Bridges, Lawrence Gilliard Jr., Eli Goree, Aldis Hodge, Michael Imperioli, Joaquina Kalukango, Leslie Odom Jr., Lance Reddick e Nicolette Robinson
- 2022[1]
  - CODA - I segni del cuore (CODA) – Eugenio Derbez, Daniel Durant, Emilia Jones, Troy Kotsur, Marlee Matlin e Ferdia Walsh-Peelo
  - Belfast – Caitríona Balfe, Judi Dench, Jamie Dornan, Jude Hill, Ciarán Hinds e Colin Morgan
  - Don't Look Up – Cate Blanchett, Timothée Chalamet, Leonardo DiCaprio, Ariana Grande, Jonah Hill, Jennifer Lawrence, Melanie Lynskey, Scott Mescudi, Rob Morgan, Himesh Patel, Ron Perlman, Tyler Perry, Mark Rylance e Meryl Streep
  - House of Gucci – Adam Driver, Lady Gaga, Salma Hayek, Jack Huston, Jeremy Irons, Jared Leto e Al Pacino
  - Una famiglia vincente - King Richard (King Richard) – Jon Bernthal, Aunjanue Ellis, Tony Goldwyn, Saniyya Sidney, Demi Singleton e Will Smith
- 2023[2]
  - Everything Everywhere All at Once – Jamie Lee Curtis, James Hong, Stephanie Hsu, Ke Huy Quan, Harry Shum Jr., Jenny Slate, Michelle Yeoh
  - Babylon – Jovan Adepo, P.J. Byrne, Diego Calva, Lukas Haas, Olivia Hamilton, Li Jun Li, Tobey Maguire, Max Minghella, Brad Pitt, Margot Robbie, Rory Scovel, Jean Smart, Katherine Waterston
  - Gli spiriti dell'isola (The Banshees of Inisherin) – Kerry Condon, Colin Farrell, Brendan Gleeson, Barry Keoghan
  - The Fabelmans – Jeannie Berlin, Paul Dano, Judd Hirsch, Gabriel LaBelle, David Lynch, Seth Rogen, Michelle Williams
  - Women Talking - Il diritto di scegliere (Women Talking) – Jessie Buckley, Claire Foy, Kate Hallett, Judith Ivey, Rooney Mara, Sheila McCarthy, Frances McDormand, Michelle McLeod, Liv McNeil, Ben Whishaw, August Winter
- 2024[3]
  - Oppenheimer – Casey Affleck, Emily Blunt, Kenneth Branagh, Matt Damon, Robert Downey Jr., Josh Hartnett, Rami Malek, Cillian Murphy, Florence Pugh
  - American Fiction – Erika Alexander, Adam Brody, Sterling K. Brown, Keith David, John Ortiz, Issa Rae, Tracee Ellis Ross, Leslie Uggams, Jeffrey Wright
  - Barbie – Michael Cera, Will Ferrell, America Ferrera, Ryan Gosling, Ariana Greenblatt, Kate McKinnon, Helen Mirren, Rhea Perlman, Issa Rae, Margot Robbie
  - Il colore viola (The Color Purple) – Halle Bailey, Fantasia Barrino, Jon Batiste, Danielle Brooks, Ciara, Colman Domingo, Aunjanue Ellis-Taylor, Louis Gossett Jr., Corey Hawkins, Taraji P. Henson, Phylicia Pearl Mpasi, H.E.R.
  - Killers of the Flower Moon – Tantoo Cardinal, Robert De Niro, Leonardo DiCaprio, Brendan Fraser, Lily Gladstone, John Lithgow, Jesse Plemons
- 2025[4][5]
  - Conclave – Sergio Castellitto, Ralph Fiennes, John Lithgow, Lucian Msamati, Isabella Rossellini e Stanley Tucci
  - Anora  – Jurij Borisov, Mark Ėjdel'štejn, Karren Karagulian, Mikey Madison, Aleksej Serebrjakov e Vače T'ovmasyan
  - A Complete Unknown – Monica Barbaro, Norbert Leo Butz, Timothée Chalamet, Elle Fanning, Dan Fogler, Will Harrison, Eriko Hatsune, Boyd Holbrook, Scoot McNairy, Big Bill Morganfield e Edward Norton
  - Emilia Pérez – Karla Sofía Gascón, Selena Gomez, Adriana Paz e Zoe Saldana
  - Wicked (Wicked: Part I) – Jonathan Bailey, Marissa Bode, Peter Dinklage, Cynthia Erivo, Jeff Goldblum, Ariana Grande, Ethan Slater, Bowen Yang e Michelle Yeoh